# 2019年美國空襲敘利亞巴古茲
2019年3月18日，作為堅定決心行動的一部分，美軍三角洲部隊第9特遣部隊中的Talon Anvil特種作戰小組，在敘利亞巴古茲呼叫F-15E戰鬥轟炸機進行空襲，導致了80人死亡，其中64人是平民。這是美軍自2015年起軍事干預敘利亞以來，導致平民傷亡最嚴重的事件之一，被認為有可能觸犯戰爭罪行。事後美軍刻意隱瞞事件，直到2021年11月14日，才被《紐約時報》首次報導而曝光。

## 空襲
2019年3月18日上午，巴古斯村戰役期間，美軍秘密特別行動小組「第9號特遣部隊」的Talon Anvil特種作戰小組在靠近敘利亞-伊拉克邊境的幼發拉底河沿岸處呼叫空襲。當時一架從卡塔爾烏代德空軍基地操作的美軍無人機在該處偵查，並已將人群識別為平民。然而，在沒有任何預警的情況下，F-15E戰機掠過無人機，向人群投下一枚500磅炸彈，部分人在炸彈爆炸後跌撞尋找掩護，另一架F-15E戰機瞄準倖存者再次投下了一枚2,000磅炸彈，炸死全部人。

## 事後
屠殺後的第二天，其他平民來到空襲區目睹成堆的死去的婦女和兒童。民間新聞組織拉卡正無聲地被屠宰指這一事件為「可怕的大屠殺」，並發布了屍體的照片。其後聯軍用推土機剷平空襲現場抹去證據。

### 美軍掩蓋屠殺
事後屠殺事件一直被美軍刻意隱瞞，直到2021年《紐約時報》報導後才重見於世。美國國防部督察長曾針對事件展開調查，但調查報告最終刪去任何有關空襲的內容。根據紐時的報導，一名在指揮中心的美國空軍律師認為空襲行動觸犯了戰爭罪，曾指示人機機組人員保存所有影片等證據，但獨立調查不旦沒有因此展開，律師甚至面臨報復。美國眾議院議員亞當·史密斯表示他對這起事件及事後的掩蓋都深感不安。美國官方先前公佈的2019年敘利亞平民死亡人數僅為22人，現在曝光的巴古茲襲擊死傷人數已遠超當初公佈的數字。

### 事件曝光後的發展
一名法律官員表示，這起事件是潛在的戰爭罪行。2021年11月15日，國防部長勞埃德·奧斯汀下令軍方就空襲及事後的處理方式向他進行簡報。奧斯丁承諾會「修補」軍事程序，並要求高級官員對平民損失負責。但他並沒有論及導致在敘利亞和阿富汗戰場上持續平民傷亡的系統性問題，此外他沒有確認軍方高級官員是否會被追究。美國國防部發言人約翰·柯比表示美軍已努力避免平民傷亡，他稱「世上沒有哪支軍隊像我們這樣努力避免平民傷亡（No military in the world works as hard as we do to avoid civilian casualties）」。美國中央司令部就表示，這次襲擊是正當的，因為它殺死了伊斯蘭國的戰士。
有人權組織呼籲國會進行獨立調查。